# Epitherium
Epitherium laternarium es una especie de litopterno, grupo extinguido, de la familia de los proterotéridos que existió durante el período Plioceno en Sudamérica. Los fósiles de este herbívoro se ha hallado en Argentina.